# Julian Nida-Rümelin

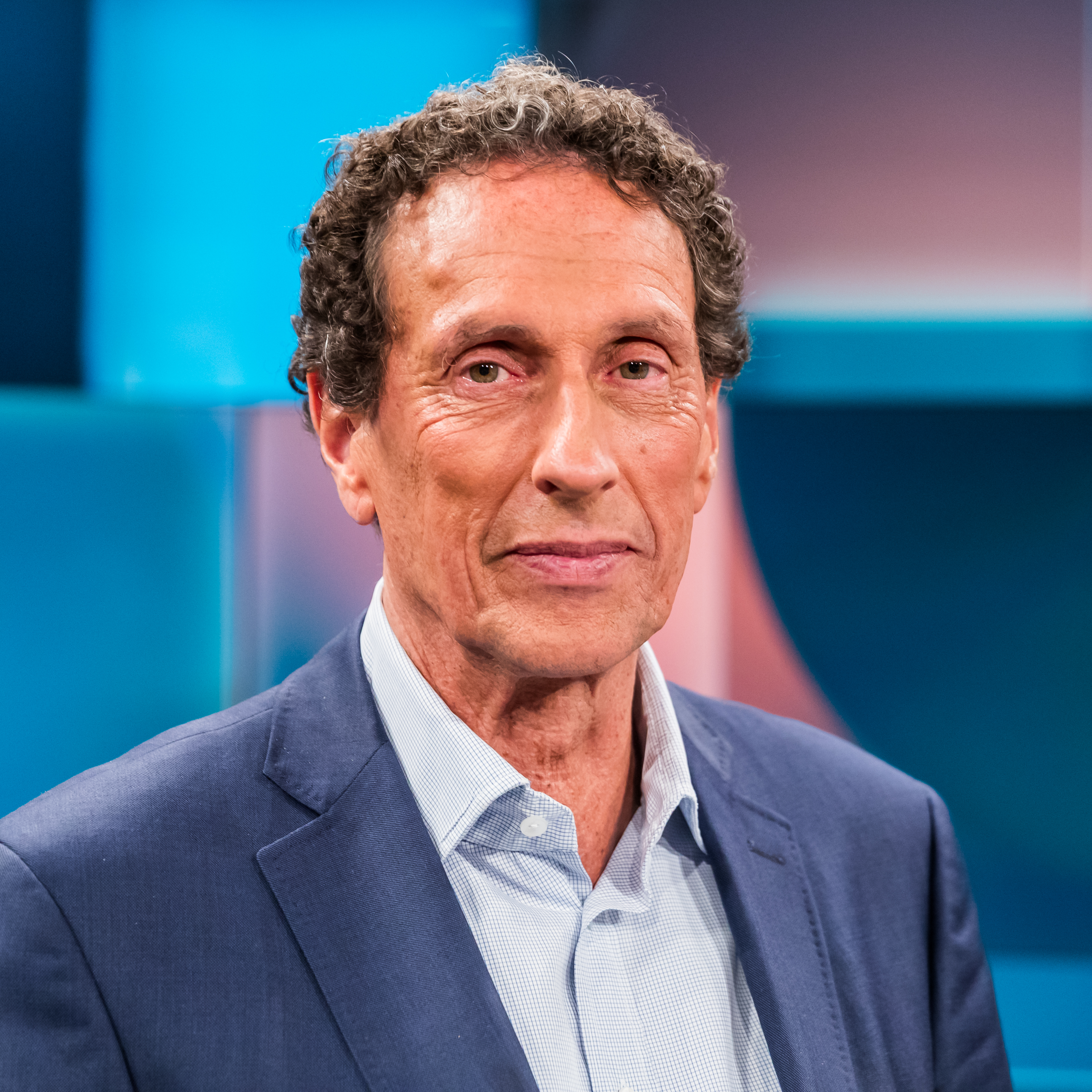
Julian Nida-Rümelin (2025)

Julian Nida-Rümelin (* 28. November 1954 in München) ist ein deutscher Philosoph und ehemaliger Politiker (SPD). Er ist seit 2022 Rektor der Humanistischen Hochschule Berlin. Er war bis 2020 Inhaber des Lehrstuhls für Philosophie und politische Theorie an der Ludwig-Maximilians-Universität München. Seine Spezialgebiete sind Rationalitätstheorie, Ethik, politische Philosophie und Erkenntnistheorie. Von Mai 2020 bis April 2024 war er stellvertretender Vorsitzender des Deutschen Ethikrats.
Nida-Rümelin war Kulturreferent der Landeshauptstadt München und Kulturstaatsminister in der ersten rot-grünen Bundesregierung 1998–2002.

## Leben

### Werdegang
Nida-Rümelin wuchs in München als Sohn des Bildhauers Rolf Nida-Rümelin, wiederum Sohn des Bildhauers Wilhelm Nida-Rümelin, und der Bibliothekarin Margret Nida-Rümelin (1928–2019) in einer Künstlerfamilie auf, bis er fünfzehn war zusammen mit anderen Kunstschaffenden im Hildebrandhaus. Seine Schwester ist die Philosophin Martine Nida-Rümelin. 1974 legte er sein Abitur am humanistischen Wilhelmsgymnasium in München ab. Von 1975 bis 1980 studierte er Philosophie, Physik, Mathematik und Politikwissenschaft an den Universitäten München und Tübingen. 1983 wurde er beim Münchner Wissenschaftstheoretiker Wolfgang Stegmüller in der Fächerkombination Philosophie, Politikwissenschaft, Logik und Wissenschaftstheorie summa cum laude promoviert. Von 1984 bis 1989 war er als wissenschaftlicher Assistent (Akademischer Rat a. Z.) an der LMU München tätig. Hier habilitierte er sich 1989 mit einer Arbeit zur Kritik des Konsequentialismus in Ethik und Rationalitätstheorie.
Nach Lehrstuhlvertretungen für die Professoren Nikolaus Lobkowicz (Politische Theorie & Philosophie; Geschwister-Scholl-Institut) und Stegmüller (Wissenschaftstheorie und Grundlagenforschung) nahm er 1991 eine Gastprofessur an der University of Minnesota in Minneapolis/USA wahr. Im selben Jahr erhielt er einen Ruf auf eine Stiftungsprofessur des Landes Baden-Württemberg für Ethik in den Biowissenschaften. Das Zentrum für Ethik in den Wissenschaften der Eberhard Karls Universität Tübingen berief Nida-Rümelin für die Jahre 1992/93 in sein Leitungsgremium, bis er 1993 in der Nachfolge Günther Patzigs auf einen Lehrstuhl für Philosophie an der Universität Göttingen berufen wurde. 1998 wechselte er in die Politik.
In der Zeit als Kulturstaatsminister vom Januar 2001 bis zum Oktober 2002 war Nida-Rümelin als Honorarprofessor an der Georg-August-Universität Göttingen tätig. Er entschied sich nach Ablauf der Legislaturperiode 2002, in die Wissenschaft zurückzukehren, zunächst auf dem Göttinger Lehrstuhl für Philosophie. Im Sommersemester 2004 folgte er einem Ruf der Ludwig-Maximilians-Universität München (LMU) auf den Lehrstuhl für Politische Theorie und Philosophie am Geschwister-Scholl-Institut, zu dessen geschäftsführendem Direktor er unmittelbar darauf gewählt wurde. Im Zuge der Abwendung eines Rufes ins Ausland wechselte er zum Sommersemester 2009 auf den Lehrstuhl Philosophie IV der Fakultät für Philosophie, Wissenschaftstheorie und Religionswissenschaft an der LMU, deren Dekan er anschließend von 2009 bis 2013 war, bis zu seiner Emeritierung 2020. Seit 2002 ist er zusätzlich Honorarprofessor am Institut für Philosophie der Humboldt-Universität zu Berlin. Bis 2021 leitete er an der Ludwig-Maximilians-Universität in München den berufsbegleitenden Masterstudiengang Philosophie – Politik – Wirtschaft, den er zusmmen mit Professor Karl Homann initiiert hatte. Er war Präsident der Gesellschaft für Philosophie 2009–2011 und Präsident der Gesellschaft für analytische Philosophie 1994–1997.
Er hatte Gastprofessuren in den USA (State University of Minnesota 1991 und California Institute of Technology im Wintertrimester 2004/05 Division of the Humanities and Social Sciences) – in Italien (Università di Calgiari, Sommersemester 2010 und Università di Trieste), sowie in China (Taipeh 2007) inne.
Er ist Mitglied der Europäischen Akademie der Wissenschaften und Künste, der berlin-brandenburgischen Akademie der Wissenschaften und der Akademie für Ethik in der Medizin.
2010 kandidierte Nida-Rümelin bei der Wahl des Präsidenten der LMU München gegen den Amtsinhaber Bernd Huber, um ein Signal gegen die in seinen Augen misslungene Bolognareform zu geben. Während die Dekane sich für Huber ausgesprochen hatten, stimmte die Studierendenvertretung (StuVe) Ende April „mit überwältigender Mehrheit“ für Nida-Rümelin. 127 Fachschaftsvertreter stimmten für ihn als kommenden Präsidenten, für Amtsinhaber Bernd Huber hingegen lediglich 16. Bei der Wahl am 1. Juni 2010 unterlag Nida-Rümelin im Hochschulrat mit einer gegen 15 Stimmen.
2022 wurde Nida-Rümelin Gründungsrektor der Humanistischen Hochschule Berlin und leitet dort den berufsbegleitenden Master-Studiengang Angewandte Ethik.
Nida-Rümelin ist seit 2001 mit der Schriftstellerin Nathalie Weidenfeld verheiratet und hat mit ihr drei Kinder.

### Politische Karriere
Nida-Rümelin war von Juli 1998 bis Januar 2001 Kulturreferent der Stadt München; in diesem Amt folgte ihm Lydia Hartl.

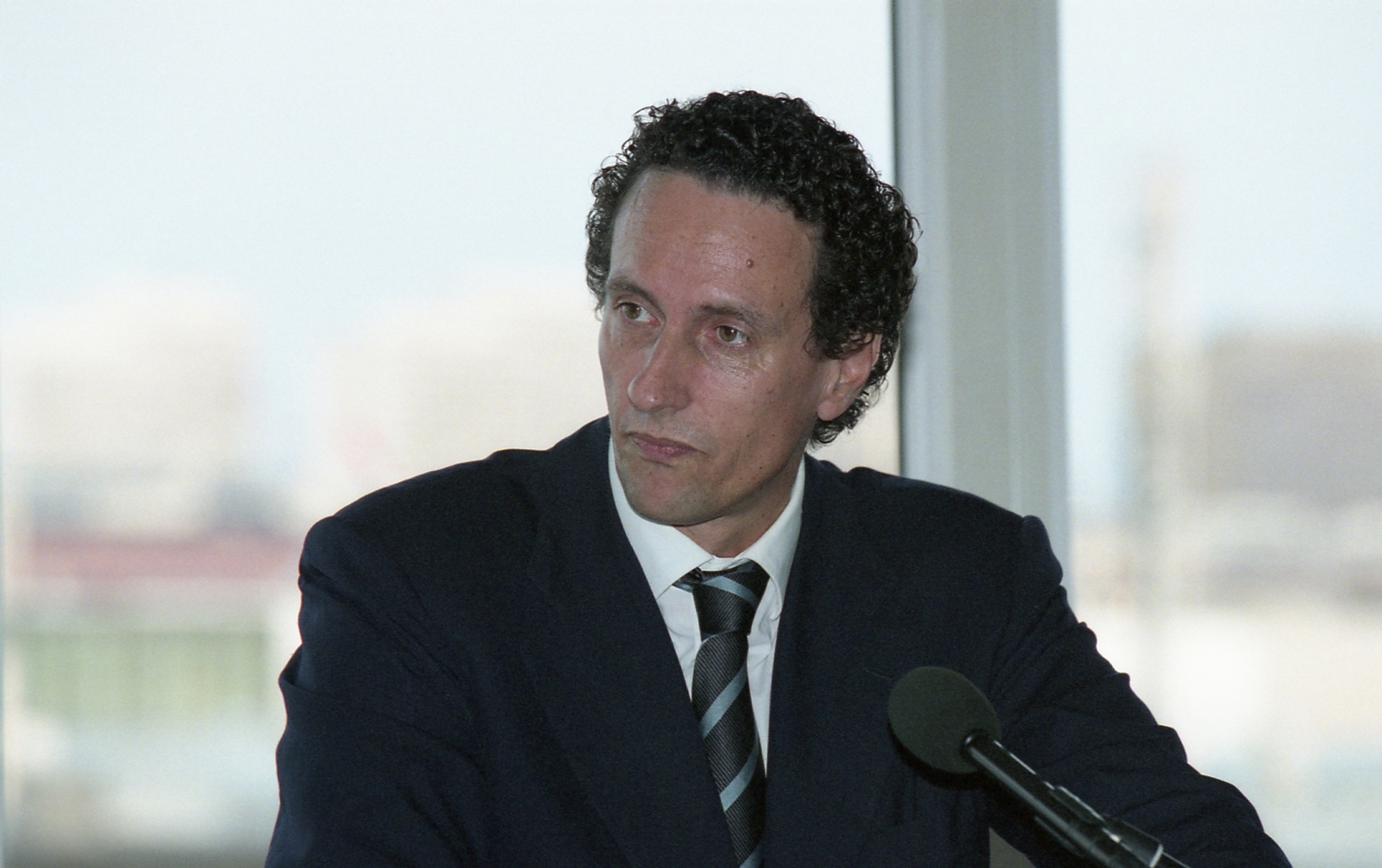
Nida-Rümelin auf dem Berliner Forum (2002)

Im Januar 2001 ernannte ihn der damalige Bundeskanzler Gerhard Schröder zum Staatsminister im Bundeskanzleramt mit dem Aufgabengebiet Kultur und Medien. In diesem Amt blieb er bis zum Ende der ersten Amtsperiode der rot-grünen Regierung im Oktober 2002. Von 2009 bis 2013 war er Mitglied des SPD-Parteivorstands und von 2010 bis 2014 Vorsitzender der Grundwertekommission der SPD.
Als Kulturreferent (Dezernent) der Landeshauptstadt München Juli 1998 bis Dezember 2000 setzte er sich in besonderem Maße für die Förderung der Kunst im öffentlichen Raum, für die personelle Erneuerung der städtischen Theater und für Volks- und Stadtteilkultur ein. Dies ging nicht immer ohne Konflikte. So eskalierte der Streit mit dem Intendanten der Kammerspiele Dieter Dorn, als dessen Vertrag vom Stadtrat nicht verlängert wurde und stattdessen auf Vorschlag Nida-Rümelins Frank Baumbauer mit der Leitung des renommierten Theaters betraut wurde.
Als Kulturstaatsminister verantwortete er einen Etat von über eine Milliarde Euro, der in den beiden Haushaltsjahren seiner Amtszeit deutlich anstieg, auch wegen der Etablierung der Kulturstiftung des Bundes, die trotz anfänglicher Widerstände von Seiten der Länder im Sommer 2001 mit einem jährlichen Etat von 37,5 Millionen Euro durch ein Errichtungsgesetz des Bundes ihre Arbeit unter der künstlerischen Leitung von Hortensia Völckers aufnahm. Diese Stiftung orientiert sich in ihrer von Jurys unterstützten Arbeit seitdem an dem von Nida-Rümelin damals ausgegebenen Motto des Doppel-i, das heißt der Förderung innovativer Kunst- und Kulturprojekte mit internationaler Ausrichtung, zumal in den europäischen Osten. Ein weiterer Schwerpunkt seiner Arbeit war die Sicherung der damals gefährdeten Buchpreisbindung durch ein nationales Gesetz nach dem Vorbild Frankreichs.

## Werk

### Übersicht
Julian Nida-Rümelin befasst sich in erster Linie mit der Praktischen Philosophie, die sich in die Bereiche Handlungs- und Rationalitätstheorie sowie Ethik, Sozial-, Staats- und Rechtsphilosophie gliedert. Seine Hauptforschungsgebiete liegen in den Bereichen Rationalitätstheorie, Ethik und Politische Philosophie mit gelegentlichen Ausflügen in die Wissenschafts- und Erkenntnistheorie.
In seiner Dissertation 1983 untersuchte er mit Mitteln der Entscheidungstheorie – durchaus auch unter deren kritischem Einsatz – das Verhältnis von Rationalität und Moralität. Wichtige darin behandelte Fragen sind: Was heißt rational handeln? Welche Möglichkeiten bietet die zeitgenössische Entscheidungs- und Spieltheorie zur Klärung normativer Probleme? Sind konsequenzialistische Handlungsmodelle zur Analyse moralischen Verhaltens geeignet? Nida-Rümelin verneint letzteres. Die Dissertation Entscheidungstheorie und Ethik wurde 2005 zusammen mit einigen weiteren englischsprachigen Schriften erneut publiziert. 2020 erschien sein rationalitätstheoretisches Opus Magnum „Eine Theorie praktischer Vernunft“ bei De Gruyter, in der englischen Fassung 2023 A Theory of Practical Reason bei Palgrave Macmillan.
Eine Brücke zwischen Philosophie und Politikwissenschaft ist für ihn die sogenannte Collective Choice Theory, ein besonderer Zweig der Entscheidungstheorie, die seit dem bahnbrechenden Werk von Kenneth Arrow 1963 eine Subdisziplin der Entscheidungstheorie geworden ist. Er veröffentlichte 1994 zusammen mit Lucian Kern das Buch Logik kollektiver Entscheidungen, in dem er Arrows Ansatz bestätigt und ausbaut. Bereits 1993 erschien die Habilitationsschrift Kritik des Konsequenzialismus, die sich gegen die Aussage „Vernünftigerweise tut man das, was die besten Folgen hat.“ richtet. Nida-Rümelin kritisiert darin die übliche Fassung der Rational Choice Theory mit Argumenten, die aus den Dilemmata der Theorie selbst entspringen, und zeigt, dass sie nicht in der Lage ist, die Phänomene der moralischen Verpflichtung und Berechtigung zu erschließen. Bei Suhrkamp erschien 1999 sein Buch Demokratie als Kooperation und schließlich 2025 die demokratietheoretische Monographie Was Demokratie ausmacht und wie sie aus der Krise kommt bei Piper.
In seiner Antrittsvorlesung an der LMU München 2004 hat er programmatisch ausgeführt, die drei klassischen normativen Disziplinen des Aristoteles – Ökonomik, Ethik und Politik – wieder zu einer neuen Einheit bringen zu wollen.
Nida-Rümelin wandte sich auch dem Feld der Angewandten Ethik zu, also den Bereichen der Ethik des Technischen Handelns, der Umweltethik und der Medizinischen Ethik, veröffentlichte hierzu das Handbuch Angewandte Ethik und den stw Band Ethische Essays (Teil III), der 2017 die Monographie Über Grenzen denken. Eine Ethik der Migration, 2018 Digitaler Humanismus – eine Ethik für das Zeitalter der künstlichen Intelligenz (zusammen mit Nathalie Weidenfeld),  2021 Die Realität des Risikos (mit Nathalie Weidenfeld) und 2023 Cancel Culture. Ende der Aufklärung? Plädoyer für politische Urteilskraft folgte.
In seinem 2006 erschienenen Buch Demokratie und Wahrheit tritt er der Wahrheitsskepsis in Bezug auf das politische Geschehen entgegen und widerspricht damit der Carl Schmitt’schen Schule und dem sogenannten politischen Dezisionismus. In seiner politischen Autobiographie Ähren im Wind. Politische Orientierung in herausfordernder Zeit werden seine praktischen Erfahrungen in der Politik mit seinen politiktheoretischen Überzeugungen ins Verhältnis gebracht.

### Verortung

#### Strukturelle Rationalität
Nida-Rümelins praktische Philosophie gründet auf seiner Theorie der strukturellen Rationalität. Als eine Alternativkonzeption zum Konsequentialismus, dem die Auffassung zugrunde liegt, dass eine Handlung über die Abwägung allein der Konsequenzen moralisch geboten macht (Folgenoptimierung im Lichte der Bewertung des Nutzens für die Menschheit), leistet die Theorie der strukturellen Rationalität die Integration eines komplexen Geflechts von praktischen Gründen, denn berücksichtigt wird dabei, dass die Menschen in einem Netzwerk interagieren und so auch wahrgenommen werden. Menschliche Interaktionen (Bitten, Versprechen, gemeinschaftliches Zusammenwirken und dgl.) konstituieren Gründe für Handlungen, die zur Verantwortung der Handelnden führen, sofern diese durch Gründe affiziert sind. Nida-Rümelin beabsichtigt damit die Aufhebung des Gegensatzes von Gesinnungsethik und Verantwortungsethik.
Die strukturelle Rationalität vermeidet so eine Dichotomie zwischen moralischer und außermoralischer Rationalität, wie es für kantianische Ansätze typisch ist. Während also für Kant das Befolgen von Regeln moralische Verantwortung konstituiert, verallgemeinert die Theorie der strukturellen Rationalität den Begriff der moralischen Handlung. Demnach besteht Rationalität darin, die situierte oder punktuelle Optimierung in eine weitere Verantwortungsstruktur einzubetten. Die von Kant postulierte enge Verbindung zwischen Moralität und Rationalität wird ein Aspekt eines allumfassenden Ansatzes des Handelns, der sich in eine Verantwortungsstruktur einlässt. Die Praxis, Gründe auszutauschen, oder wie Nida-Rümelin gerne schreibt, die Praxis des Gründe-Gebens-und-Nehmens, zielt auf beides ab, eine kohärente Struktur innerhalb einer Person und zwischen verschiedenen Personen. Dank der Ablehnung der Dichotomie von moralischen und außermoralischen Gründen kann die strukturelle Rationalität Gebrauch machen von den Konzepten der Entscheidungs- und Spiel-Theorie, um wesentliche Aspekte der praktischen Kohärenz zu erläutern. So werden zum Beispiel die von Neumann/Morgenstern-Postulate als Regeln der praktischen Kohärenz interpretiert und nicht als Axiome einer konsequentialistischen Optimierung. Die Nützlichkeitsfunktion wird eine bloße Repräsentation der kohärenten Präferenzen, und somit kann die Maximierung der erwarteten Nützlichkeit nicht mehr als Optimierung der Handlungsfolgen interpretiert werden. Dadurch wird der Ausdruck „Nützlichkeit“ irreführend und sollte durch „subjektive Wertung“ ersetzt werden.
Kennzeichnend für die strukturelle Rationalität ist, dass ihr deontologischer Charakter durchweg kompatibel ist mit dem konzeptuellen Rahmen der Entscheidungs- und Spiel-Theorie. Obwohl diese Vereinbarkeit überraschend klingen mag, ist sie lediglich einer logisch stringenten Interpretation des Nützlichkeitstheorems und anderen Theoremen der Spieltheorie geschuldet. Die herkömmliche ökonomische Lesart ist nur eine unter vielen und darüber hinaus nicht zu vereinbaren mit den meisten praktischen Gründen, die wir im Alltag als unentbehrlich einstufen. Die Theorie der strukturellen Rationalität hingegen kann dieses alltägliche Geben und Nehmen von Gründen repräsentieren und dient somit als Analysewerkzeug.

#### Lebenswelt und menschliche Praxis
Aus der Sicht der strukturellen Rationalität behandelt Nida-Rümelin die Beziehung zwischen Philosophie und Lebenswelt bzw. Lebensform. Seine Position ist durch Wittgensteins Spätphilosophie inspiriert. Im Gegensatz dazu hebt Nida-Rümelin die Einheit der Praxis hervor, d. h. die Einheit der handelnden Person mit ihren gesellschaftlichen Interaktionen. Als Ausgangspunkt dient die Beobachtung, dass Individuen nach Kohärenz bezüglich ihrer Überzeugungen, anderweitigen epistemischen Einstellungen, Handlungen und emotiven Einstellungen streben. Jede Inkohärenz kann kritisiert werden und ist daher ein Anstoßpunkt für die Philosophie im Allgemeinen und besonders für die ethische Theorie. Die philosophische Theorie sollte also darauf achten, das Gemeinsame der menschlichen Praxis, nämlich das Gründe-Geben-und-Nehmen, nicht zu verlassen. Denn diese Theorie kann die Gründe der menschlichen Praxis nicht neu erfinden. Es können keine Prinzipien postuliert werden, von denen moralische Pflichten abgeleitet werden. Ethische Prinzipien können nur Systematisierungen einer gegebenen Praxis des Begründens sein. Im Konflikt mit dem Rationalismus positioniert sich Nida-Rümelin hier klar auf der Seite des Pragmatismus.

#### Humanismus
Nida-Rümelins praktische Philosophie ist ein Humanismus, der von der conditio humana, verstanden als die kulturübergreifend invarianten Elemente des Menschseins über die Zeit hinweg, ausgeht. Der Humanismus hat sowohl eine anthropologische als auch eine ethische Dimension. Die anthropologische Dimension zeigt sich in normativen Konzepten wie (strukturelle) Rationalität, Freiheit und Verantwortung. Humanisten denken, dass die Fähigkeit, angeleitet von der Vernunft, Überzeugungen und Gefühle zu haben sowie zu handeln wesentlich ist, um die menschliche Bedingung zu verstehen. Das impliziert aber noch nicht eine humanistische Ethik. Das menschliche Handeln und Verantwortlichsein bedarf der Fähigkeit, Gründe, mitunter auch gegeneinander, abzuwägen und aufgrund des Resultats der Abwägung zu handeln. Jedoch gewährleistet dies noch kein moralisch akzeptiertes Handeln. Selbst ein Nazi-Offizier in einem Konzentrationslager könnte handeln auf Grundlage einer Abwägung von Gründen. Daher muss eine humanistische Ethik noch unterscheiden zwischen guten und schlechten Gründen, guten und schlechten Formen des Begründens, sowie guten und schlechten Formen von emotiven Einstellungen. Jemanden zu hassen, weil ebenjener ein anderes Leben führt, ist irrational, wie man am Hass gegenüber Homosexuellen in einer mehrheitlich heterosexuellen Gemeinschaft sehen kann. Ebenso irrational ist ein Hass gegenüber einer Gruppe von Personen wegen deren Hautfarbe. Der Ansatz der strukturellen Rationalität ist insofern optimistisch, als angenommen wird, dass erläuternde Gründe, die nach intra- und interpersönlicher Kohärenz streben, schlechte Gründe eliminieren können, seien es praktische, theoretische oder emotive Gründe. Daher ist die Beziehung zwischen dem anthropologischen und ethischen Humanismus nicht deduktiv, sondern pragmatisch. Diejenigen, die den anthropologischen Humanismus ernst nehmen, neigen dazu, ein humanistisches Ethos anzunehmen, wohingegen diejenigen, die humanistische Prinzipien der Verantwortung ablehnen, dazu tendieren, gegen den anthropologischen Humanismus zu kämpfen. Dieser Kampf drückt sich in verschiedenen Formen aus, wie Sozialdarwinismus, Rassismus, reduktionistischer Naturalismus, chauvinistischer Nationalismus, diskriminierender Sexismus und andere Formen des Anti-Humanismus. Aus der strukturellen Analyse der Praxis des Gründe-Gebens-und-Nehmens, die nach Kohärenz strebt, entwickelte Nida-Rümelin also eine humanistische Semantik, die es erlaubt, anti-humanistische Gründe zu eliminieren.

#### Realismus
Nida-Rümelin verteidigt einen grundlegenden, nicht-ontologischen und nicht-metaphysischen Realismus gegen den Instrumentalismus und Positivismus in der Wissenschaftstheorie sowie gegen den Post-Modernismus in den Geisteswissenschaften und den Sozialwissenschaften. Es handelt sich um einen Realismus in dem Sinne, dass wir tatsächlich in unserem Alltag Gründe austauschen. Diese Lebensform sei real und kein bloß metaphysisches Postulat. Diese Praxis erfordere und fördere Fakten, die Individuen entdecken, indem sie Argumente für und wider gewisse Thesen entwickeln. Dieser Realismus sei unweigerlich Teil unserer Art zu leben, was die Annahme implausibel macht, dass die Wissenschaften auf eine anti-realistische Weise verstanden werden können. Letzteres müssten aber Instrumentalisten, Konstruktivisten und Post-Modernisten annehmen. Es sei die Kontinuität zwischen unserer alltäglichen Lebensform und der Wissenschaft, die für die Existenz von Fakten, Tatsachen und Sachverhalten spreche. Diese seien nicht konstituiert durch Überzeugungen, weder individuell-solipsistische noch kollektiv-kulturelle oder durch Gemeinschaftsüberzeugungen eines idealen Diskurs, wie man es in Jürgen Habermas’ Werk oder in Hilary Putnams sogenannten internal realism finden kann, der trotz des Namens eine Form des Idealismus darstelle.

#### Gegen den Naturalismus
Naturalismus ist derzeit die dominierende metaphysische Anschauung in den Naturwissenschaften und weiten Teilen der Sozialwissenschaften. Auch in den Geisteswissenschaften findet der Naturalismus großen Zuspruch, manchmal in Verbindung mit dem Post-Modernismus. Nida-Rümelin meint, dass dieser explizite oder implizite Naturalismus nicht aufrechterhalten werden könne. Die meisten seiner Argumente gegen den Naturalismus sind pragmatistisch: Er nimmt das menschliche Handeln als gegeben an und zeigt, dass dessen Komponenten unvereinbar mit dem Naturalismus seien. Es gebe keine plausible naturalistische Interpretation von Vernunft, Freiheit und Verantwortung. Nida-Rümelin präsentierte seine Argumente in einer Buchtrilogie: Das erste handelt von der praktischen Vernunft (2001), das zweite von Freiheit (2005) und das dritte von Verantwortung (2011). Praktische Vernunft, epistemische und praktische Freiheit sowie epistemische, praktische und emotive Verantwortung werden als drei Aspekte desselben Phänomens angesehen. Verbindend sei das Phänomen, durch Gründe affiziert zu sein. Dies bedeute nicht, dass die Kette der Begründung nicht zu einem Ende komme. Nida-Rümelin ist nah bei Wittgenstein, indem er behauptet, dass jedes Begründen letztlich in den unbestreitbaren Elementen unserer geteilten Lebensform Ende. Es sei irrational, alles zu bezweifeln, oder in Anlehnung an Wittgenstein, es gibt Dinge, die ein verständiger Mensch nicht in Zweifel ziehen werde. Begründungen seien handlungsrelevant. Dies zu bezweifeln, bedeutete, dass Menschen ihre conditio humana transzendieren könnten. Wie Peter Strawson in seinem Artikel „Freedom and Resentment“ argumentierte, bedeutete vernünftig zu sein, dass Individuen nicht nur von Faktoren abhängen, die sich ihrer Kontrolle entziehen. Was Individuen als richtig erachten, sei relevant für ihr Handeln. Es könne keine Form der naturalistischen Determinierung geben, die jedes freie Denken und Begründen ausschließt. Nida-Rümelin liest das Argument gegen die Reduktion der Logik auf die Psychologie (Frege, Husserl) als ein Argument für die graduelle Autonomie der Vernunft. Wenn Individuen logisch schließen, befolgten sie logische Regeln, die nicht mit psychologischen oder neurophysiologischen Daten identifiziert werden könnten. Zudem meint er, die Einsichten von Alonzo Church und Kurt Gödel aus den 1930ern bezüglich der Nicht-Berechenbarkeit könnten zeigen, dass menschliches Denken und Begründen nicht nur algorithmischer Natur sein können. Denken könne nicht naturalisiert werden, insofern als eine naturalistische Position kausale Prozesse als algorithmisch auffasst. Deswegen schließt Nida-Rümelins Humanismus einen deduktionistischen Naturalismus aus.

#### Ökonomie und Ethik
Nida-Rümelin kritisiert die Irrationalität einer rein auf Optimierung ausgerichteten Wirtschaftsordnung und plädiert für eine humane Ökonomie.

#### Digitaler Humanismus
Julian Nida-Rümelin versucht seine auf dem Humanismus aufbauende praktische Philosophie immer wieder gegen neue Strömungen zu verteidigen. So trat er Anfang des Jahrtausends öfter mit dem Neurophilosophen Wolf Singer und dem Physiker Alfred Gierer in Streitgespräche, um den Humanismus gegen die vor allem in den Naturwissenschaften vorherrschende Position des Naturalismus zu stärken. Er stellte dazu 2018 einen Humanismus als Gegenstück zum Denken einer Silicon-Valley-Ideologie und eine Industrie 4.0 vor. Die Intentionalität des Menschen könne nicht digitalisiert werden, sie stehe den algorithmen- und softwaregesteuerten Prozessen gegenüber. Genuine Autorschaft sei unvereinbar damit, dass Menschen algorithmengesteuert seien und in ihren Zielen und Handlungen determiniert seien. Ausgehend von der Unberechenbarkeit menschlicher Handlung wird eine Ethik der Digitalisierung entworfen. Diese setze die conditio humana als Ausgangspunkt für einen Umgang mit der Industrie 4.0, um zu verhindern, dass Künstliche Intelligenz bzw. Künstliches Leben zum Religionsersatz erhoben wird.

## Stellungnahmen

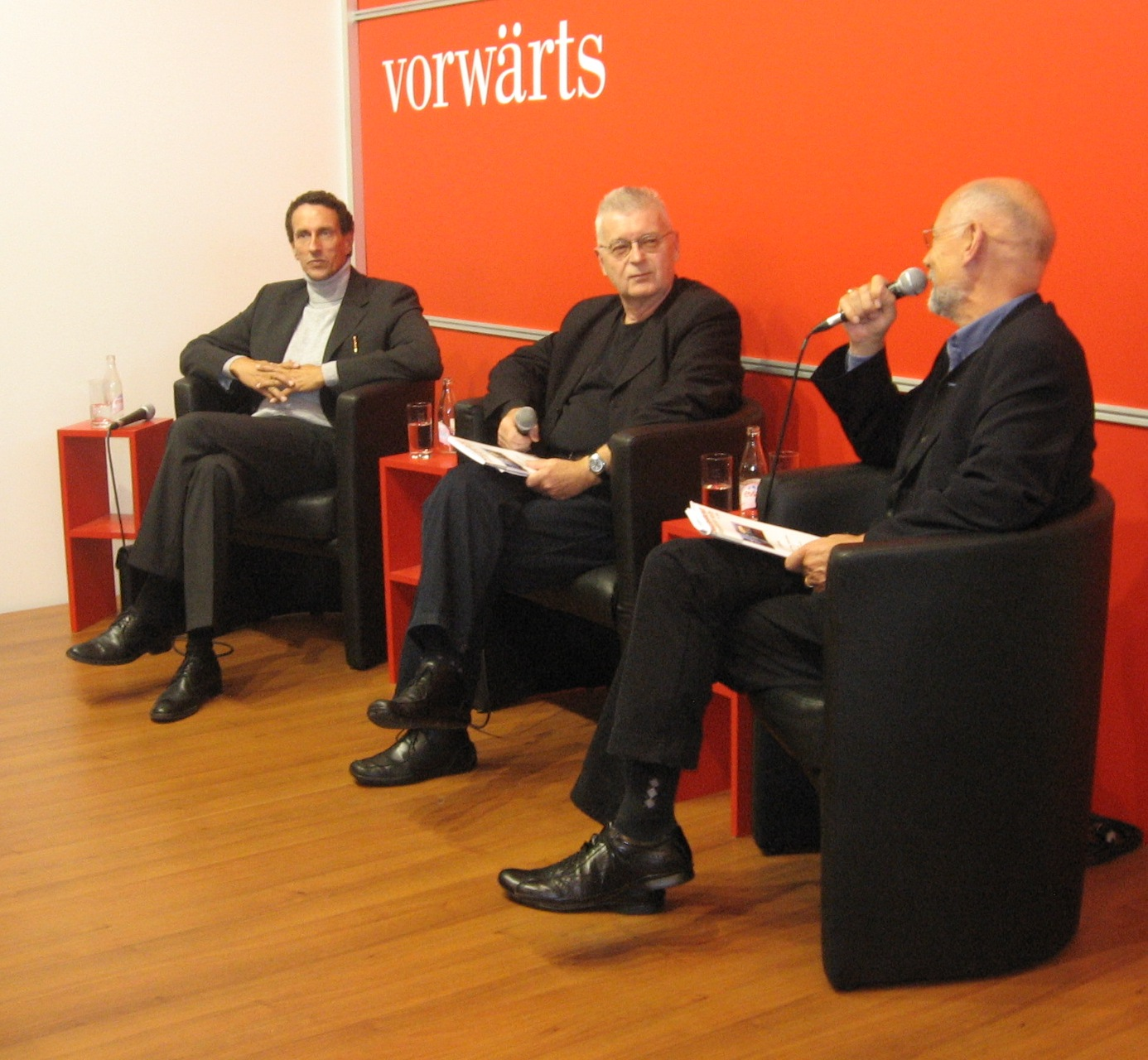
Julian Nida-Rümelin (links), Thomas Meyer (Mitte) und Volker Gerhardt (rechts) bei einer Diskussion auf der Frankfurter Buchmesse 2009

### Religion und Moral
Nida-Rümelin äußerte sich kritisch zum religiösen Fundamentalismus. Selbst betrachtet er sich als Humanist. Die Aufklärung müsse auch normativ eine ethische Orientierung bieten. Auch außerhalb religiöser Bindungen muss die Möglichkeit zum Haltgeben bestehen. Die Aufklärung habe hier in jüngster Zeit zu wenig geleistet und so zu einer Verstärkung von Religionssehnsucht beigetragen. Durch die US-Bewegung der Evangelikalen werde mit dem Kreationismus eine Pseudowissenschaft geschaffen, die echte Wissenschaft mehr und mehr bedrohe.
Nida-Rümelin zeigt auf, dass es historisch falsch sei, die Moral als durch Religion entstanden anzusehen. Im Zuge der Diskussion um den Ethikunterricht kritisierte Nida-Rümelin den alleinigen Anspruch von Religionsgruppen auf Moral. Auch Agnostiker könnten moralisch sein. Ethische Schriften, etwa von Seneca, zeigten, dass feste Werte ohne die Berufung auf einen Gott möglich seien. Nida-Rümelins Werk Humanismus als Leitkultur. Ein Perspektivenwechsel (2006) bezieht sich auf den normativen Grundkonsens einer humanen und offenen Gesellschaft.

### Freiheit und Rationalität
Nida-Rümelin bezieht entschieden Stellung in der durch Hirnforscher wie Wolf Singer und Gerhard Roth ausgelösten öffentlichen Debatte über Freiheit und Selbstverantwortung. Unter anderem auf dem Kongress Neuro2004: Hirnforschung für die Zukunft verteidigte er die Fähigkeit zu rational begründetem Handeln und die ihr zugrundeliegende Wahl- und Entscheidungsfreiheit, indem er dafür eintritt, dass die lebensweltliche Erfahrung der Freiheit des Handelns zwar gelegentlich vernebelt ist und gelegentlich auch ein Irrtum, aber grundsätzlich nicht so etwas wie ein großer Schein oder eine große Illusion ist. In seinem 2005 erschienenen Buch Über menschliche Freiheit definiert Nida-Rümelin Freiheit als Unterbestimmtheit von Gründen, etwas zu glauben oder etwas zu tun. Damit wird ein enger Zusammenhang von Freiheit, Rationalität und Verantwortung hergestellt. Die in fünf Essays entwickelte Position kann als eine humanistische Antwort auf einen verbreiteten Naturalismus und Materialismus in der zeitgenössischen Philosophie und Neurowissenschaft gelesen werden.

### Bildung und Akademisierung
Seit 2006 hat sich Nida-Rümelin kritisch zum Bologna-Prozess geäußert sowie zur Reorganisierung und Nivellierung der Bildungspraxis. Er plädiert für eine „Reform der Reform“ und eine Rückbesinnung auf die Stärken der europäischen Universitätstradition. Zur Problematik der Studienstrukturreform hat er mehrmals ausführlich Stellung genommen (Interview mit dem Goethe-Institut).
2013 veröffentlichte Nida-Rümelin eine Philosophie einer humanen Bildung, in der er dafür plädierte, den Zusammenhang zwischen Philosophie und Pädagogik wiederherzustellen und die humanistische Bildungstradition seit der Antike zu erneuern. In diesem Zusammenhang steht eine heftige Kontroverse, die ein Interview mit der Frankfurter Allgemeinen Sonntagszeitung auslöste, in dem sich Nida-Rümelin gegen den Trend einer immer weitergehenden Akademisierung („Akademisierungswahn“) stellte. In dieser Kontroverse geht es nicht lediglich um die Zahl der Studierenden, sondern vor allem um die Rolle der nichtakademischen beruflichen Bildung (duales System) in Deutschland. Die Konfliktlinien verlaufen dabei nicht zwischen links und rechts, sondern innerhalb der Parteien und Verbände. So stellten sich die Industrie- und Handelskammer sowie zahlreiche Unternehmensführer, aber auch Vertreter der Gewerkschaften und Politik hinter diese These, während Teile der Wirtschaft und Gewerkschaften dagegen opponierten. Die OECD lobte unterdessen das duale System in Deutschland und relativierte ihre Forderung nach einer deutlichen Anhebung der Akademikerquote nicht nur in Deutschland, sondern auch in Österreich und der Schweiz, angesichts dessen, dass gerade in diesen Ländern die Jugendarbeitslosigkeit besonders niedrig ist. Weiter ausgeführt hat Nida-Rümelin den Komplex in einem 2014 erschienenen Büchlein Der Akademisierungswahn – Zur Krise beruflicher und akademischer Bildung. Die Bayerische Handwerkskammer verlieh ihm für sein Engagement für die Stärkung der beruflichen Bildung die Goldene Ehrennadel des Bayerischen Handwerks.

### COVID-19-Pandemie

#### Schneller Ausstieg aus dem gesellschaftlichen Stillstand
Im April 2020 plädierte Nida-Rümelin für einen „schnellen Ausstieg aus dem gesellschaftlichen Stillstand in der Coronavirus-Krise“. In einem SZ-Artikel, erschienen am 27. Juli 2025, plädierte er zusammen mit dem Hamburger Virologen Jonas Schmidt-Chanasit für eine gründliche Aufarbeitung der Corona-Zeit in „sieben dringenden Empfehlungen“.

#### Kontaktpersonennachverfolgung und Datenschutz
In der Talkshow Anne Will forderte Nida-Rümelin im Zusammenhang mit der COVID-19-Pandemie im Dezember 2020 eine ortsbasierte Trackingapp mit GPS und Bluetooth zum Erstellen von Bewegungsprofilen. Eine solche würde von Südkorea, Taiwan und Japan verwendet werden. Während der Pandemie würden viele andere Grundrechte eingeschränkt, aber die informationelle Selbstbestimmung sei absolut, weshalb die Verhältnismäßigkeit nicht gegeben sei. Daraufhin warf ihm Linus Neumann vor, unsinnige Behauptungen zu verbreiten. Japan nutze eine App, die vergleichbar zur deutschen Corona-Warn-App sei. Südkorea und Taiwan hätten keine App zur Kontaktpersonennachverfolgung, sondern Systeme zur Überwachung der Quarantäne. Zudem sei Südkorea bei der Bekämpfung von Covid-19 nicht ohne einen Lockdown ausgekommen.
Im Januar 2021 wiederholte Nida-Rümelin seine Forderung. Er äußerte sich zusammen mit Eric Hilgendorf dazu, dass der hohe Datenschutzstandard eine wirksame Corona-Warn-App verhindere. Nach seiner Einschätzung hätte auch eine App mit ortsbasiertem Tracking eine hohe Akzeptanz. Der Thüringer Datenschutzbeauftragte Lutz Hasse wandte ein, dass eine solche App keinen Mehrwert biete, solange Gesundheitsämter noch mit Papier arbeiteten und einen Personalmangel hätten. Der Datenschutz verhindere nicht die Gesundheit.

## Würdigung
Jürgen Habermas würdigte Nida-Rümelins Doppelrolle zwischen Philosophie und Politik:

„Heute lässt sich ein politisches Engagement von Philosophen in vier verschiedenen sozialen Rollen beobachten. Den bekannten Rollen des Politikberaters und des Intellektuellen stehen die weniger üblichen Rollen des Moderators zwischen Philosophie und Politik und des zeitweise am politischen Betrieb teilnehmenden Philosophen gegenüber. Außer Julian Nida-Rümelin kenne ich heute keinen Philosophen, der neben seinem akademischen Beruf alle vier dieser politikaffinen Rollen erfolgreich ausübt.“

## Auszeichnungen (Auswahl)

### Preise
- 2004: Plakette „Dem Förderer des deutschen Buches“ des Börsenverein des Deutschen Buchhandels für seine Initiative, eine gesetzliche Buchpreisbindung nach französischem Muster in Deutschland zu etablieren.[47]
- 2016: Europa-Medaille für besondere Verdienste um Bayern in einem Vereinten Europa vom Bayerischen Staatsminister für Europaangelegenheiten und Internationales.
- 2018: zusammen mit Nathalie Weidenfeld Bruno-Kreisky-Preis für das politische Buch (Hauptpreis) für Digitaler Humanismus. Eine Ethik für das Zeitalter der Künstlichen Intelligenz[48]
- 2019: Bayerischer Verdienstorden, von Ministerpräsident Markus Söder verliehen.
- 2023: Am 1. September 2023 wurde Nida-Rümelin der Preis für Freiheit der Wissenschaft der Reinhard Hesse Stiftung vom Deutschen Hochschulverband verliehen. Er sei ein „unabhängiger und kritischer Geist“, der sich „klug in gegenwärtige gesellschaftliche Debatten z. B. zu Bildung, Digitalisierung oder Künstliche Intelligenz einschaltet […] zuletzt mit seiner Kritik an der grassierenden Cancel Culture“.[49]
- 2024: Am 29. Juni 2024 wurde Nida-Rümelin der Premio Giacomo Leopardi vom Centro Nazionale di Studi Leopardiani in Recanati für seine Arbeiten zur Erneuerung des Humanismus, speziell in Zeiten der digitalen Transformation, verliehen. Die Preisrede von Julian Nida-Rümelin, die er auf Italienisch vorgetragen hat, trug den Titel „Attualità dell’umanesimo ai tempi dell’intelligenza artificiale“.[50]

#### Negativpreis
- 2021: Als stellvertretender Vorsitzender des Deutschen Ethikrats wurde Julian Nida-Rümelin „für seine öffentlich mehrfach geäußerte unhaltbare Behauptung, dass Datenschutz die Bekämpfung von Corona erschwert und Tausende von Toten zu verantworten habe“ mit dem Negativpreis BigBrotherAward in der Kategorie „Public Intellectual“ ausgezeichnet.[51]

### Mitgliedschaften
- 1994 bis 1997: Präsident der Gesellschaft für Analytische Philosophie.
- 2007: Scientist in Residence der Universität Duisburg-Essen.[52]
- 2007: Fellow des Kollegs Friedrich Nietzsche.[53]
- 2009 bis 2011: Präsident der Deutschen Gesellschaft für Philosophie und veranstaltete in dieser Funktion im September 2011 den Kongress „Welt der Gründe“ an der LMU mit über 400 Vorträgen und 2700 Teilnehmerinnen und Teilnehmern.[54]
- 2011 bis 2016: Sprecher des Münchner Kompetenzzentrums Ethik und ist seither Mitglied des Kuratoriums.
- 2014: Ehrendoktorwürde der Universität Triest.
- Seit 2018: Mitglied des Direktoriums des Bayerischen Forschungsinstituts für Digitale Transformation (bidt). Nida-Rümelin ist außerdem Vorstand der Parmenides Foundation.
- 2020 bis 2024: Mitglied des Deutschen Ethikrates und dessen stellvertretender Vorsitzender
- 2022: Im Auftrag der Zeitschrift Cicero ermittelte eine Studie, welche Wissenschaftler und Intellektuelle Deutungsmacht beanspruchen können, weil sie am häufigsten in Leitmedien und wissenschaftlichen Publikationen zitiert werden. Danach rangiert Nida-Rümelin aktuell auf dem 44. Platz.[55]

## Schriften (Auswahl)

### Monographien
- Kritik des Konsequentialismus. R. Oldenbourg, München 1993, ISBN 3-486-56136-7.
- mit Lucian Kern: Logik kollektiver Entscheidungen. R. Oldenbourg, München 1994, ISBN 3-486-21016-5.
- Economic Rationality and Practical Reason. Kluwer, Dordrecht 1997, ISBN 0-7923-4493-6 (englisch).
- Demokratie als Kooperation. Suhrkamp Verlag, Frankfurt am Main 1999, ISBN 3-518-29030-4.
- mit Thomas Schmidt: Rationalität in der praktischen Philosophie. Eine Einführung. Akademie-Verlag, Berlin 2000, ISBN 3-05-002944-7.
- Strukturelle Rationalität. Ein philosophischer Essay über praktische Vernunft. Reclam-Verlag, Stuttgart 2001, ISBN 3-15-018150-X.
- Ethische Essays. Suhrkamp, Frankfurt am Main 2002, ISBN 3-518-29165-3.
- Entscheidungstheorie und Ethik / Decision Theory and Ethics. Utzverlag, München 2004, ISBN 3-8316-0395-2.
- Über menschliche Freiheit. Reclam, Stuttgart 2005, ISBN 3-15-018365-0.
- Humanismus als Leitkultur. Ein Perspektivenwechsel. Verlag C. H. Beck, München 2006, ISBN 3-406-54370-7.
- Demokratie und Wahrheit. C. H. Beck, München 2006, ISBN 3-406-54985-3.
- Philosophie und Lebensform. Suhrkamp, Frankfurt am Main 2009, ISBN 978-3-518-29532-8.
- Verantwortung. Reclams Universal-Bibliothek, Stuttgart 2011, ISBN 978-3-15-018829-3.
- Die Optimierungsfalle. Philosophie einer humanen Ökonomie. Irisiana, München 2011, ISBN 978-3-424-15078-0.
- Der Sokrates Club. Philosophische Gespräche mit Kindern. Knaus, München 2012, ISBN 978-3-8135-0464-4.
- Philosophie einer humanen Bildung. Edition Körber-Stiftung, Hamburg 2013, ISBN 978-3-89684-096-7.
- Der Akademisierungswahn – Zur Krise beruflicher und akademischer Bildung. Edition Körber-Stiftung, Hamburg 2014, ISBN 978-3-89684-161-2.
- mit Klaus Zierer: Auf dem Weg in eine neue deutsche Bildungskatastrophe. Herder, Freiburg im Breisgau 2015, ISBN 978-3-451-31288-5.
- Humanistische Reflexionen (= suhrkamp taschenbuch Wissenschaft 2180). Suhrkamp, Frankfurt am Main 2016, ISBN 978-3-518-29780-3.
- Über Grenzen denken: Eine Ethik der Migration. edition Körber-Stiftung, Hamburg 2017, ISBN 978-3-89684-195-7.
- Unaufgeregter Realismus. mentis, Paderborn 2018, ISBN 978-3-95743-130-1.
- gemeinsam mit Nathalie Weidenfeld: Digitaler Humanismus. Piper, München 2018, ISBN 978-3-492-05837-7.
- Structural Rationality and Other Essays on Practical Reason. Springer, Basel 2019, ISBN 978-3-319-95506-3.
- Die gefährdete Rationalität der Demokratie. Ein politischer Traktat. Edition Körber, Hamburg 2020, ISBN 978-3-89684-278-7.
- Eine Theorie praktischer Vernunft. De Gruyter, Berlin 2020, ISBN 978-3-11-060353-8.
- Per un nuovo umanesimo cosmopolitico. Lezioni milanesi per la Cattedra Rotelli. Mimesis Edizioni, Mailand 2020, ISBN 978-88-575-7051-8.
- mit Nathalie Weidenfeld: Die Realität des Risikos. Über den vernünftigen Umgang mit Gefahren. Piper, München 2021, ISBN 978-3-492-07082-9.[56]
- mit Nathalie Weidenfeld: Erotischer Humanismus. Zur Philosophie der Geschlechterbeziehung. Piper, München 2022, ISBN 978-3-492-07061-4.
- „Cancel Culture“ – Ende der Aufklärung? Ein Plädoyer für eigenständiges Denken. Piper, München 2023, ISBN 978-3-492-07179-6.
- Theoretische und angewandte Ethik. Paradigmen und Begründungen. Kröner, Stuttgart 2023, ISBN 978-3-520-51901-6.
- Ähren im Wind. Politische Orientierung in fordernder Zeit. Piper, München 2024, ISBN 978-3-492-07293-9.
- Was Demokratie ausmacht – und wie sie aus der Krise kommt. Piper, München 2025, ISBN 978-3-492-07376-9.

### Herausgeberschaften
- Mit Franco Volpi: Lexikon der Philosophischen Werke. Kröner, Stuttgart 1988, ISBN 978-3-520-48601-1.
- Philosophie der Gegenwart in Einzeldarstellungen. Von Adorno bis v. Wright. Kröner, Stuttgart 1991, ISBN 3-520-42301-4.
- Praktische Rationalität. Grundlagenprobleme und ethische Anwendungen des rational-choice-Paradigmas. De Gruyter, Berlin 1993, ISBN 978-3-11-013656-2.
- Mit Dietmar von der Pfordten: Ökologische Ethik und Rechtstheorie. Nomos, Baden-Baden 1995, ISBN 978-3-7890-7473-8.
- Angewandte Ethik. Die Bereichsethiken und ihre theoretische Fundierung. Ein Handbuch. Kröner, Stuttgart 1996, ISBN 3-520-43701-5.
- Mit Wilhelm Vossenkuhl: Ethische und Politische Freiheit. de Gruyter, Berlin 1997, ISBN 978-3-11-015697-3.
- Mit Monika Betzler: Ästhetik und Kunstphilosophie. Von der Antike bis zur Gegenwart in Einzeldarstellungen. Kröner, Stuttgart 1998, ISBN 3-520-37501-X.
- Rationalität, Realismus, Revision. Vorträge des 3. internationalen Kongresses der Gesellschaft für Analytische Philosophie vom 15. bis zum 18. September 1997 in München. de Gruyter, Berlin 2000, ISBN 978-3-11-016393-3.
- Mit Wolfgang Spohn: Rationality, Rules, and Structure. Kluwer, Dordrecht 2000, ISBN 978-90-481-5463-0.
- Mit Wolfgang Thierse: Philosophie und Politik VI – Für eine aristotelische Sozialdemokratie. Essen, Klartext-Verlag 2002, ISBN 978-3-89861-109-1.
- Mit Wolfgang Thierse, Thomas M. Scanlon: Political Equality – Politische Gleichheit. Klartext, Essen 2005, ISBN 978-3-89861-432-0.
- Angewandte Ethik. Die Bereichsethiken und ihre theoretische Fundierung. Kröner, Stuttgart 2005, ISBN 3-520-43702-3.
- Wunschmaschine Wissenschaft. Edition Körber-Stiftung, Hamburg 2006, ISBN 978-3-89684-123-0.
- Mit Werner Weidenfeld: Europäische Identität: Voraussetzungen und Strategien. Nomos, Baden-Baden 2007, ISBN 978-3-8329-2727-1.
- Mit Elif Özmen: Philosophie der Gegenwart. 3. Auflage, Kröner, Stuttgart 2007, ISBN 978-3-520-42303-0.
- Mit Elif Özmen: Klassiker der Philosophie des 20. Jahrhunderts. Kröner, Stuttgart 2007, ISBN 978-3-520-50101-1.
- Naturgeschichte der Freiheit. Band 1 aus der Buchreihe Humanprojekt, De Gruyter, Berlin 2007, ISBN 978-3-11-019111-0.
- Mit Klaus Kufeld: Die Gegenwart der Utopie. Zeitkritik und Denkwende. Verlag Karl Alber, Freiburg 2011, ISBN 978-3-495-48100-4.

- Mit Jakob Steinbrenner: Kunst und Philosophie: Original und Fälschung. Hatje Cantz Verlag, München 2011, ISBN 978-3-7757-2690-0.
- Mit Jakob Steinbrenner: Kunst und Philosophie: Fotografie zwischen Dokumentation und Inszenierung. Hatje Cantz, München 2011, ISBN 978-3-7757-2692-4.
- Mit Jakob Steinbrenner: Kunst und Philosophie: Kunstvermittlung in den Medien. Hatje Cantz, München 2011, ISBN 978-3-7757-2691-7.
- Handbuch Philosophie und Ethik, Band 1: Didaktik und Methodik. Ferdinand Schöningh, Paderborn 2015, ISBN 978-3-8252-8617-0.
- Handbuch Philosophie und Ethik, Band 2: Disziplinen und Themen. Ferdinand Schöningh, Paderborn 2015, ISBN 978-3-8252-8618-7.
- Mit Jan-Christoph Heilinger: Anthropologie und Ethik. De Gruyter, Berlin 2015, ISBN 978-3-11-041288-8.
- Mit Detlef Daniels und Nicole Wloka: Internationale Gerechtigkeit und institutionelle Verantwortung. De Gruyter, Berlin 2019, ISBN 978-3-11-061586-9.

### Buchreihen
- Mit Georg Meggle: Perspektiven der Analytischen Philosophie de Gruyter, Berlin, seit 2000 bei mentis, Paderborn
- Theory and Decision Library – Series A: Philosophy and Methodology of the Social Sciences Kluwer Academic Publ. (General Editor). Seit 2003
- Mit Detlev Ganten, Volker Gerhardt und Jan-Christoph Heilinger: Humanprojekt. Interdisziplinäre Anthropologie de Gruyter, Berlin/New York. Seit 2007